# Петар Пјешивац
Петар Пјешивац (енгл. Petar Pjesivac; Аделејд, 24. септембар 1962) је српски писац и аустралијски лекар.

## Биографија
Рођен у Аделејду, Аустралија 1962. године. Основну школу завршио је у Београду, средње образовање стекао у Москви, а медицину студирао у Москви (Трећи медицински институт Семашко), Београду и Аделејду (Универзитет Флиндерс), где је дипломирао 1989. године. Живи и ради као лекар и писац у Мелбурну.
У књижевност улази објављивањем кратких прича у едицији Зденке Аћин 1999 (часопис за културу – Погледи – Торонто-Канада). Године 2001. објављује свој први роман “Ж” - Стyлос Нови Сад у издању Матице српске.
Романима “ Приручник за рушење “ 2011, “Повратак Ж-а” 2013 и “Приручник за цинкарење” 2015, улази у избор за Нинову награду.
За роман “Повратак Ж-а” награђен је трећом наградом “Златна сова" Завода за издавање уџбеника Републике Српске и Универзитета источно Сарајево 2013.
Роман Петра Пјешивца, "Приручник за цинкарење'" изашао је из штампе септембра 2015. и био је међу најпродаванији, књигама издавачке куће Ind Media Publishing,
роман "Када се заврши рат" објавио је септембра 2018. године, код издавача "АГОРА" из Зрењанина

## Дела

### Романи
- 2003 Ж.  978-86-7473-130-7., Стyлос Нови Сад, Матица српска
- 2009 Три двојине - Нара.  978-86-87623-10-1. Путокази - Београд
- 2011 Приручник за рушење.  978-86-7972-066-5. Мали Немо - Панчево
- 2013 Повратак Ж-а.  978-99955-1-113-5. Народна и универзитетска библиотека Републике Српске - Бања Лука
- 2015 Приручник за цинкарење.  978-86-6177-026-5. Ind Media Publishing - Београд
- 2016 Приручник за рушење - треће допуњено издање.  978-86-6177-027-2. Ind Media Publishing - Београд
- 2018 Када се заврши рат -.  978-86-6053-244-4. АГОРА
- 2024 Ахава. -  2024.  978-86-6053-398-4. АГОРА

### У припреми
- Колекција Вонгар-Пјешивац - монографија у припреми.

### Новеле
- 2009 Новела Сага о Jerry Lewis-у интернет издање